# Знаменівка (Волноваський район)
Зна́менівка — село Хлібодарівської сільської громади Волноваського району Донецької області України.

## Географія
Селом тече річка Велико-Тарама.

## Загальні відомості
Відстань до райцентру становить близько 25 км і проходить автошляхом місцевого значення. Двічі на день проходить автобус із Маріуполя.

## Населення

### Мова
Розподіл населення за рідною мовою за даними перепису 2001 року:
| Мова            | Кількість | Відсоток |
| --------------- | --------- | -------- |
| українська      | 154       | 89.53%   |
| російська       | 15        | 8.72%    |
| інші/не вказали | 3         | 1.75%    |
| Усього          | 172       | 100%     |

За даними перепису 2001 року населення села становило 172 особи, з них 89,53 % зазначили рідною мову українську та 8,72 % — російську.